# Разбойное (озеро, Новосибирская область)
Разбойное — горько-солёное озеро в Баганском районе Новосибирской области России.

## География
Озеро Разбойное находится к югу от озера Горькое; на восток от районного центра села Баган. С трёх сторон окружено озёрами Пестренькое, Пресное и Ключевское. Площадь озера — 2,92 км², площадь водосбора — 6,38 км². Ширина водоохранной зоны — 500 м, прибрежной защитной полосы — 35 м. Минерализация — 5,260 г/дм³. Максимальная глубина — 2,5 м.

## Фауна
Из растительности преобладают сообщества с доминированием Stuckenia chakassiensis. Зарегистрировано в общей сложности четыре вида зоопланктона.

## Данные водного реестра
По данным Государственного водного реестра (ГВР) и Министерства природных ресурсов и экологии Российской Федерации, озеро относится к Верхнеобскому бассейновому округу, речной бассейн — бессточная область междуречья Оби и Иртыша, подбассейн отсутствует. Водохозяйственный участок — бассейн озера Тополиное и реки Бурла.